# Anna Cruz
Anna Cruz Lebrato (Barcellona, 27 ottobre 1986) è un'ex cestista spagnola.

## Carriera
Con la Spagna ha disputato i Giochi olimpici di Rio de Janeiro 2016, tre edizioni dei Campionati mondiali (2010, 2014, 2018) e cinque dei Campionati europei (2009, 2011, 2015, 2017, 2019).

## Palmarès

### Club
- Campionato WNBA: 1

Minnesota Lynx: 2015
- Liga Femenina de Baloncesto: 2

F.C. Barcelona: 2002-03, 2004-05
- Eurolega: 1

Dinamo Kursk: 2016-17

### Nazionale
- Europei: 2

Spagna: 2017, 2019